# Med Alsbanen gennem Sønderborg
|  | Denne artikel er oprettet af botten Steenthbot ud fra en ekstern database. Den kan derfor have sproglige fejl eller mangler. Denne skabelon kan fjernes efter kontrol af indholdet. |

Med Alsbanen gennem Sønderborg er en dansk dokumentarisk optagelse fra 1933.

## Handling
Med Alsbanen over Kong Christian den X's Bro ("Alssundbroen") og videre gennem Sønderborg by, hvor toget kører ad Jernbanegade. Årstallet er anslået ud fra, at jernbanesporet er anlagt med sporvidden 1.435 mm (normalspor). Ved lov af 29. marts 1924 var det blevet besluttet at lade DSB overtage strækningen Sønderborg-Mommark og ombygge banen fra smalspor til normalspor. Driften af Amtsbanerne på Als blev således nedlagt i udgangen af februar 1933 og den nye strækning, Mommark-banen, åbnedes 15. juni 1933. Specielt for banen var strækningen fra Kong Christian den X's Bro, hvor toget kørte langsomt gennem Jernbanegade til bystationen i Sønderborg. Mommark-banen blev nedlagt 27. maj 1962.